# Drüsenmagendilatation
Die Drüsenmagendilatation (Syn.: Neurogene oder Neuropathische Drüsenmagendilatation, Myogene Ganglioneuritis, Macaw Wasting Disease, (Psittacine) Proventricular Dilatation Disease, PDD) ist eine schwere Viruserkrankung des Nervensystems bei Papageien (Psittaciformes), die typischerweise mit einer starken Erweiterung (Dilatation) des Drüsenmagens und starker Abmagerung einhergeht. Die Erkrankung kommt weltweit verbreitet bei in Menschenhand gehaltenen Papageienvögeln vor und ist nicht heilbar.

## Ätiologie und Pathogenese
Nachdem die Ursache der PDD für fast 30 Jahre nach ihrer Entdeckung unbekannt geblieben war, konnte inzwischen die Gruppe der Papageien-Bornaviren (parrot bornavirus 1 bis 8, PaBV-1 bis -8) als Auslöser der Krankheit bestätigt werden.
Bei vielen Vögeln verläuft die Infektion ohne klinische Symptome. Bei einigen Tieren verursacht der Erreger eine Entzündung und Degeneration der Nerven. Hierbei ist meist zunächst das vegetative Nervensystem des Verdauungsapparats betroffen, welches die Motilität des Magen-Darm-Trakts steuert. Da der Drüsenmagen eine relativ dünne Wand hat, kommt es hier im Regelfall am ehesten zu einer Dilatation. Aber auch andere Anteile wie der Muskelmagen oder der Kropf können betroffen sein. In fortgeschrittenen Fällen können auch Störungen des Zentralnervensystems mit Krämpfen und Koordinationsstörungen auftreten.
Die Inkubationszeit ist sehr variabel und kann zwischen wenigen Wochen und vermutlich mehreren Jahren schwanken.

## Klinisches Bild
Das klinische Bild ist unspezifisch. Die Tiere magern ab und zeigen eine allgemeine Schwäche, obwohl die Futteraufnahme nicht reduziert, sondern häufig sogar gesteigert ist. Ein Anfangsverdacht sind unverdaute Körner im Kot. Bei Störungen der Kropfentleerung kann Regurgitieren auftreten.

## Diagnose und Differentialdiagnose
Die Diagnose kann mit einiger Sicherheit am Röntgenbild und nach dem Ausschlussverfahren gestellt werden. Im Röntgenbild stellt sich ein erweiterter, dünnwandiger Drüsenmagen dar. Zur Diagnostik kann der Quotient aus vertikalem Durchmesser des Drüsenmagens in Höhe des letzten Brustwirbels und maximaler Höhe des Brustbeinkamms (Crista sterni) ermittelt werden. Dieser ist bei krankhaft vergrößertem Drüsenmagen größer 0,52. Eine Sicherung der Diagnose kann durch Entnahme eines Stücks aus der Wand des Kropfs und anschließender histopathologischer Untersuchung erfolgen.
Differentialdiagnostisch müssen bakterielle und mykotische Erkrankungen des Magen-Darm-Trakts ausgeschlossen werden. Allerdings kann es auch sekundär durch Stase der Nahrung zu einem Auftreten solcher Erkrankungen kommen. Weiterhin müssen parasitäre Erkrankungen, insbesondere der Befall mit Spulwürmern und Bandwürmern, anhand von Kotproben ausgeschlossen werden.

## Therapie und Prognose
Eine wirksame Behandlung existiert nicht und die Prognose ist schlecht. Lebensverlängernd kann eine Reduktion der entzündlichen Veränderungen mit Celecoxib oder Meloxicam versucht werden. Auch die Gabe von Vitamin-B-Komplex wird von einigen Autoren empfohlen. Zur Verbesserung der Kropfentleerung und der Vermeidung von Regurgitieren kann 20 Minuten vor der Fütterung Metoclopramid gegeben werden, auf die Magenmotilität hat dies beim Vogel jedoch kaum Einfluss.
Für die Vermeidung einer Einschleppung der Erreger in den Bestand sollten Zukäufe zu Beständen einer Quarantäne unterzogen und auf Papageien-Bornaviren untersucht werden. Ein sicherer Schutz ist aber aufgrund der mitunter langen Inkubationszeit nicht gegeben.